# Yeonpyeong
Yeonpyeong (Hanja: 延坪島, Yeonpyeongdo) è un arcipelago del mar Giallo, appartenente alla Corea del Sud, che si trova approssimativamente ad 80 km ad ovest della città sudcoreana di Incheon ed a 12 km a sud della provincia nordcoreana dello Hwanghae Meridionale. L'isola principale è Daeyeonpyeongdo (Isola grande di Yeonpyeong), spesso colloquialmente indicata semplicemente come Yeonpyeong, con una superficie di 7,01 km² e 1.176 abitanti (1999). Il centro abitato principale è Yeonpyong-ri. La seconda isola abitata è Soyeonpyeongdo (Isola piccola di Yeonpyeong) con una superficie di soli 0,24 km². Completano l'arcipelago diverse altre isole minori.

Il confine marittimo disputato tra le due Coree. In blu (A) il confine stabilito nel 1953, in rosso (B) il confine rivendicato dalla Corea del Nord. Yeonpyeong è segnata con il numero 1.

L'arcipelago corrisponde al Gun di Yeonpyeong-myeon, parte della contea di Ongjin, nella Città Metropolitana (Gwangyeoksi) di Incheon. Yeonpyeong si trova a poca distanza dal confine marittimo tra le due Coree stabilito dall'ONU nel 1953, la Northern Limit Line, che non viene riconosciuta dalla Corea del Nord.
Le Forze Armate della Repubblica di Corea hanno stanziati sulle isole 1.000 uomini: a causa della sua posizione, infatti, il luogo è stato teatro per due volte (1999 e 2002) di battaglie navali tra le marine militari dei due paesi. Il 23 novembre 2010 le Forze armate della Corea del Nord hanno bombardato l'isola principale, uccidendo due soldati sudcoreani e due civili.